# Estancia jésuitique de Caroya
Pour les articles homonymes, voir Caroya.
L'estancia Jesuítica de Caroya (espagnol : Estancia Jesuítica Caroya) est l'un des anciens établissements ruraux appartenant aux Jésuites, situé dans la province de Córdoba, à la limite ouest de la ville de Colonia Caroya, en Argentine. Avec les estancias de Santa Catalina, Jesús María, La Candelaria, la Alta Gracia, et la Manzana Jesuítica de la ville de Córdoba, a été déclarée « patrimoine mondial » par l'UNESCO le 29 novembre 2000.

## Histoire
L'estancia fut la première organisée par la compagnie de Jésus en 1555. En 1690, le presbytère Ignacio Duarte y Quirós, fondateur du Real Colegio Convictorio de Nuestra Señora de Monserrat, l'a acquise et l'a transformée en une terre fertile pour la production de maïs et de blé, puis en a fait don à l'établissement d'enseignement pour contribuer à l'entretien de l'école et comme résidence de vacances pour les élèves internes.
Entre 1816 et 1934, elle accueille la première usine d'armes blanches pendant la guerre d'indépendance de l'Argentine, fournissant des pointes de baïonnette à l'armée du Nord.
En 1854, il devint la propriété de l'État national qui, en 1876, y installa des immigrants frioulans. En 1878, les nouveaux colons, déjà installés dans les chambres de l'estancia, ont commencé à organiser l'actuelle Colonia Caroya à proximité de la maison principale.

## Caractéristiques
L'ensemble bâti de l'estancia Caroya conserve la structure coloniale d'origine avec des modifications apportées au début du XIXe siècle. Outre la résidence principale, on y trouve la chapelle, le perchel, le tajamar, les vestiges du moulin et des canaux d'irrigation, ainsi que la zone consacrée à la quinta. La structure du bâtiment présente des caractéristiques architecturales typiques des XVIIe, XVIIIe et XIXe siècles, marquées par les différentes phases d'utilisation de la maison.
La chapelle date du XVIIe siècle, a des murs en pierre et une image de la Vierge de Montserrat sur l'autel.